# سد کونترا
سد کونترا (به لاتین: Contra Dam) یک سد قوسی در سوئیس است که در کانتون تیچینو واقع شده‌است.